# Przedbórz
Przedbórz è un comune urbano-rurale polacco del distretto di Radomsko, nel voivodato di Łódź.
Ricopre una superficie di 189,94 km² e nel 2004 contava 7 682 abitanti.